# Двойной дракон
«Двойной дракон» (англ. Double Dragon) — американский художественный фильм режиссёра Джеймса Юкича, вышедший в 1994 году. Экранизация компьютерной игры Double Dragon.

## Сюжет
Постапокалиптическое будущее. В городе, живущем своей жизнью, царит такой порядок — днём полиция контролирует порядок, ночью правят банды. Братья Ли, виртуозно владеющие восточными единоборствами, вступают в битву против мерзавцев, убивших их друга и учителя. Возглавляемые демоном Кого Шуко, желающим заполучить  вторую половину магического талисмана, дающую власть над телом, силы тьмы встают на пути Джимми и Билли. Половину, дающую власть над духом, Кого уже заполучил. Чтобы завладеть древней силой и спасти родной город, братья пройдут через лабиринты руин по водной глади рек и опустевшим улицам.

## В ролях
| Актёр             | Роль                             |
| ----------------- | -------------------------------- |
| Марк Дакаскос     | Джимми Ли                        |
| Скотт Вульф       | Билли Ли                         |
| Роберт Патрик     | Кого Шуко                        |
| Алисса Милано     | Мэриэн Деларио                   |
| Кристина Вагнер   | Линда Лэш                        |
| Майкл Берриман    | главарь маньяков                 |
| Джон Мэллори Эшер | хулиган                          |
| Джордж Хэмилтон   | ведущий новостей на «Канале 102» |